# 반월당 삼성생명빌딩
반월당 삼성생명빌딩(영어: Samsung Life Insurance Building)은 대한민국 대구광역시 중구 덕산동에 위치한 오피스 빌딩이다. 높이는 109m이고 지상 24층, 지하 7층이다. 1990년에 착공하여 1996년에 완공 후 개장하였다. 2020년에 리모델링이 완료되었다. 엘리베이터 수는 15대다.

## 역사
1990년 1월 22일에 착공하여 1996년 4월 1일에 완공되었다. 사용이 승인되었다. 2008년 5개층에 사무실 배치하기로 했다. 2019년 리모델링을 할 계획이 있다. 확장을 계획한다고 한다. 증축해서 상업시설이 들어선다고 한다. 1층 ~ 5층 증축 허가하고 쇼핑몰을 추진한다. 우미건설이 리모델링을 시작했다. 2020년 8월 확장하고 리모델링이 완료되었다. 9월 쇼핑몰이 오픈하였다.

## 높이
높이는 109m이다. 완공 후 대구광역시에서 가장 높은 마천루가 되었다. 현재 대구광역시에서 가장 높은 오피스 빌딩이다. 1996년에 완공된 최초의 100m 이상 대구 마천루이다. 1996년부터 2005년까지 대구광역시에서 이 마천루가 가장 높았다. 2005년 신축건물이 완공되기 전까지 대구광역시에서 가장 높았다.

## 특징
대구의 랜드마크다. 초대형 랜드마크 오피스 빌딩이다. 삼성생명 간판이 있다. 저층에 상업시설이 있다. 건물구조는 철골과 철근콘크리트구조다. 옥상에 헬리포트가 있다. 엘리베이터 수는 15대다. 고층부를 운행하는 엘리베이터와 저층부를 운행하는 엘리베이터가 있다. 고층에 가려면 저층에 있는 엘리베이터를 타고 중층에서 갈아타야 한다. 현대엘리베이터로 바꾸고 공사가 진행되었다.

## 내부 시설
다음은 반월당 삼성생명빌딩의 내부 시설이다.
| 층수                | 시설       |
| ------------------- | ---------- |
| 2층 ~ 24층          | 업무시설   |
| 1층                 | 로비       |
| 지하 7층 ~ 지하 1층 | 지하주차장 |